# Saint-Amand-de-Belvès
Saint-Amand-de-Belvès (en occitano Sench Amand de Belvés) era una comuna francesa situada en el departamento de Dordoña, de la región de Nueva Aquitania, que el 1 de enero de 2016 pasó a ser una comuna delegada de la comuna nueva de Pays-de-Belvès al fusionarse con la comuna de Belvès.

## Demografía
| Gráfica de evolución demográfica de Saint-Amand-de-Belvès entre 1800 y 2013 |
|                                                                             |

Los datos demográficos contemplados en este gráfico de la comuna de Saint-Amand-de-Belvès se han cogido de 1800 a 1999 de la página francesa EHESS/Cassini, y los demás datos de la página del INSEE.